# 宋文鑑
《宋文鑑》，原名《皇朝文鑑》，呂祖謙奉詔編輯，介紹北宋詩文總集，共150卷。
淳熙四年，吕祖谦奉宋孝宗之命編輯《宋文鑑》，“窮日翻閱，它事皆廢”，並與朱熹、葉適等人反覆商討。周密就說：“呂氏《文鑑》，去取多朱（熹）意。”《宋文鑑》共150卷，分〈賦〉、〈律賦〉、〈四言古詩〉、〈樂府歌行附雜言〉、〈五言古詩〉、〈七言古詩〉、〈五言律詩〉、〈七言律詩〉、〈五言絕句〉、〈七言絕句〉、〈雜體〉、〈騷〉、〈詔〉、〈勅〉、〈赦文〉、〈冊〉、〈御扎〉、〈批答〉、〈制〉、〈誥〉、〈奏疏〉、〈表〉、〈牋〉、〈濂〉、〈铭〉、〈頌〉、〈賛〉、〈碑文〉、〈记〉、〈序〉、〈论〉、〈义〉、〈策〉、〈议〉、〈说〉、〈戒〉、〈制策〉、〈说书〉、〈经义〉、〈书〉、〈启〉、〈策问〉、〈杂著〉、〈对问〉、〈移文〉、〈连珠〉、〈琴操〉、〈上梁文〉、〈书判〉、〈题跋〉、〈乐语〉、〈哀辞〉、〈祭文〉、〈謚議〉、〈行状〉、〈墓志〉、〈墓表〉、〈神道碑〉、〈传〉、〈露布〉等六十一類，收錄了北宋二百餘人，共二千五百餘篇詩文，其中收诗约1020篇，收文約1400篇。卷首有周必大序稱：“文之盛衰主乎气，辞之工拙存乎理。”又说，“天启艺祖，生知文武，取五代破碎之天下而混一之，崇雅黜浮，汲汲乎以垂世立教为事，列圣相承，治出于一。”题跋之語首见於《宋文鑑》，後世沿用之。
本書搜罗广博，其人“不为清议所予，而其文自亦有可观”，亦“不以人废言”。《宋文鑑》选诗十七卷（自卷十二至卷二十九），首次對詩體细分為四言古诗、五言古诗、七言古诗、五言律诗、七言律诗、五言绝句、七言绝句、杂体等。陈振孙《直斋书录解题》记朱熹之语:“其所载奏议，亦系一时政治大节”。書中收各類“序”文多達八卷，自卷八十五至卷九十二都收序文，保留大量佚書序文，如李淑《邯鄲圖書十志》、《鳧繹先生詩集》、《孫莘老易傳》、王回《故跡遺文》等書多已不可見，而其序文仍存。有些無文集傳世的文士作品，如錢惟演《春雪賦》、王回《事君賦》、崔伯易《感山賦》、梁周翰的《五鳳樓》、周邦彥的《汴都賦》等，賴此書得以流傳。朱熹赞其“此编所选，篇篇有意，非《文选》《唐文粹》之比”，叶适赞其“自古类书未有善于此者”。《南宋文範》是《宋文鑑》續作。《元文類》、《明文衡》選文範圍皆因循《宋文鑑》。今存最早刻本为宋嘉泰四年新安郡斋刻本，藏中国国家图书馆。